# Núi Hayachine
Núi Hayachine (早池峰山 Hayachine-san), cao 1.917 m (6.289 ft), là ngọn núi cao nhất dãy núi Kitakami và cao thứ nhì ở tỉnh Iwate sau núi Iwate.
Núi Hayachine bất thường ở chỗ nó nằm xa hơn về phía Đông so núi lớn khác trên đảo Honshu và đất đai khu vực này lâu đời nhất ở Nhật Bản. Như vậy có những loài hoa duy nhất sống tại ngọn núi này.